# Minden (Nueva York)
Minden es un pueblo ubicado en el condado de Montgomery en el estado estadounidense de Nueva York. En el año 2000 tenía una población de 4,202 habitantes y una densidad poblacional de 32 personas por km².

## Geografía
Minden se encuentra ubicado en las coordenadas 42°55′51″N 74°40′26″O / 42.93083, -74.67389.

## Demografía
Según la Oficina del Censo en 2000 los ingresos medios por hogar en la localidad eran de $28,333, y los ingresos medios por familia eran $33,654. Los hombres tenían unos ingresos medios de $27,813 frente a los $21,437 para las mujeres. La renta per cápita para la localidad era de $15,099. Alrededor del 12% de la población estaban por debajo del umbral de pobreza.